# Bolha financeira e imobiliária do Japão
A bolha financeira e imobiliária do Japão (バブル景気, baburu keiki, lit. "bolha econômica") foi uma bolha econômica no Japão, de 1986 a 1991, em que os preços das ações do setor imobiliário ficaram muito inflacionados. O colapso da bolha durou mais de uma década com o assentamento dos preços das ações em 2003. A bolha de preços de ativos japoneses contribuiu para que os japoneses se referissem a esse período como "a década perdida".